# Rancho Nuevo, Tanhuato
Rancho Nuevo är en ort i Mexiko.   Den ligger i kommunen Tanhuato och delstaten Michoacán de Ocampo, i den centrala delen av landet, 400 km väster om huvudstaden Mexico City. Rancho Nuevo ligger 1 538 meter över havet och antalet invånare är 214.
Terrängen runt Rancho Nuevo är platt åt nordväst, men åt sydost är den kuperad. Runt Rancho Nuevo är det ganska tätbefolkat, med 83 invånare per kvadratkilometer. Närmaste större samhälle är La Barca, 18,4 km väster om Rancho Nuevo. Trakten runt Rancho Nuevo består till största delen av jordbruksmark.